# Zakarpatska oblast
Zakarpatska oblast administrativna je oblast koja se nalazi se u zapadnoj Ukrajini. Upravno središte oblasti je grad Užgorod.

## Ime
Oblast se također naziva i  Transkarpatska oblast, Transkarpatija, Zakarpatija, ili povijesno  Podkarpatski Rus'.
Nazivi Zakarpatska oblasti na drugim jezicima
- ukrajinski: Закарпатська область, prevedeno: Zakarpats’ka oblast’.
- rusinski: Подкарпатьска област, prevedeno: Podkarpat’ska oblast.
- mađarski: Kárpátontúli terület, Kárpátalja
- slovački: Zakarpatská oblasť
- rumunjski: Regiunea Transcarpaţia

## Zemljopis
Zakarpatska oblast ima ukupnu površinu 12.777 km2 i nalazi se na obroncima Karpata u zapadnoj Ukrajini.
Oblast graniči s Poljskom, Slovačkom, Mađarskom i Rumunjskom. Na zapadu graniči sa slovačkim krajevima Prešovskog i Košickog kraja te mađarskim županijama Boršod-abaújsko-zemplénskoj i Szabolčko-szatmársko-bereškoj, na jugu graniči s rumunjskim županijama Satu Mare i Maramureş , na istoku i sjeveroistoku graniči s ukrajinskim oblastima Ivano-Frankivska i Lavovska oblast te s poljskim Južnokarpatskim Vojvodstvom.
Najveće jezero u oblasti je Sinevir.

## Administrativna podjela
Zakarpatska oblast dijeli se na 13 rajona i na pet gradskih općina, postoji ukupno sedam gradova, 19 malih gradova i više od 579 naselja.

## Stanovništvo
Prema službenome popisu stanovništva iz 2001. godine u Zakarpatskoj oblasti živi 1.254.614 stanovnika.
Većinsko stanovništvo su Ukrajinci kojih ima 80,5 %, postoje i brojne druge manjine od njih najviše je Mađara 12,1 %, Rumunja 2,6 %, Rusa 2,5 %, Roma 1,1 %, Slovaka 0,5 % i Nijemaca 0,3 %. Ukrajinska vlast ne priznaje Rusine kao zasebnu manjinu već ih smatra da pripadaju ukrajinskom etničkom zajednicom. Oko 10.100 osoba (0,8 %) izjasnilo se kao Rusini prema popisu stanovništva.

## Vanjske poveznice
- Službena stranica oblasti  Arhivirana inačica izvorne stranice od 15. veljače 2021. (Wayback Machine)

### Ostali projekti
|  | Zajednički poslužitelj ima još gradiva o temi Zakarpatska oblast |